# Libycosaurus
Libycosaurus ("Lagarto de Libia") fue uno de los últimos géneros de antracoterios. Vivió desde el Mioceno Medio hasta el Mioceno Tardío, y se extendió por África Central y del Norte, y en Uganda, en lo que en ese entonces era un entorno exuberante y pantanoso.